# Shergarh
Shergarh è una suddivisione dell'India, classificata come nagar panchayat, di 12.651 abitanti, situata nel distretto di Bareilly, nello stato federato dell'Uttar Pradesh.